# بلاط

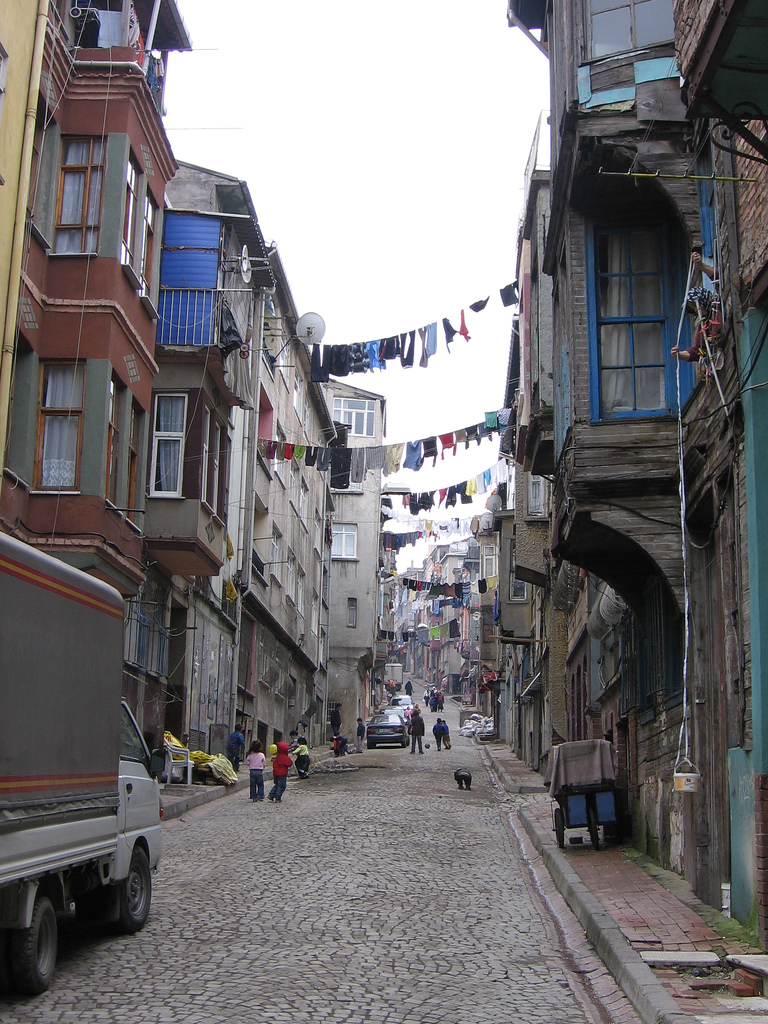
خیابانی در محله بلاط.

بَلاط (انگلیسی: Balat) یک محله قدیمی یهودی‌نشین در منطقه فاتح شهر استانبول است. این محله در شبه‌جزیره تاریخی استانبول و بر ساحل غربی شاخ زرین واقع شده‌است. نام بلاط احتمالاً از واژه یونانی پالاتیون، از پالاتیوم لاتین، گرفته شده که به معنای کاخ است و به کاخ بلاشرنه اشاره دارد.